# Zavratec, Idrija
Zavratec je naselje v Občini Idrija.